# Headlights
Headlights war eine amerikanische Popband aus Champaign, Illinois.

## Geschichte

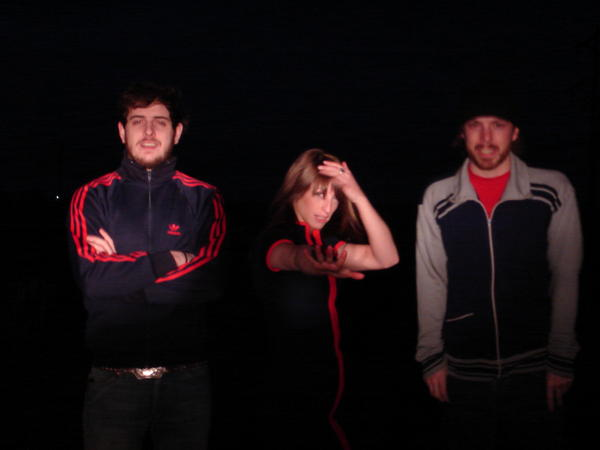
Headlights

Ausgangspunkt für Headlights war die Band Absinthe Blind in der alle drei späteren Mitglieder von Headlights gemeinsam musizierten. 2003 löste sich Absinthe Blind auf. Brett Sanderson und Erin Fein taten sich für kurze Zeit zum gitarrenlosen Duo Orphans zusammen. Tristan Wright seinerseits tourte mit der amerikanischen Post-Rock-Band Maserati.
Nachdem er nach Champaign zurückgekehrt war, trat er der Band bei.
Im Frühjahr 2004 gründeten die Drei Headlights. Noch im selben Jahr wurde die erste EP enemies aufgenommen und im Selbstverlag als limitierte Tour-only Version veröffentlicht. Auf ihrer ersten Tour spielten Headlights bereits mit Mono und The Appleseed Cast zusammen.
Durch intensives Touren machte sich die Band einen Namen und erregte 2005 die Aufmerksamkeit des amerikanischen Labels Polyvinyl Records (u. a. Of Montreal, Rainer Maria). Im selben Jahr wurde enemies noch einmal als unlimitiertes Labelrelease veröffentlicht.
2006 war das wohl erfolg- aber auch arbeitsreichste Jahr für Headlights. Anfang 2006 veröffentlichten sie eine Split 7" mit Most Serene Republic, im August erschien ihr erstes Album Kill Them With Kindness und nebenher spielten sie 161 Auftritte auf der ganzen Welt.
Im Januar 2012 gab Brett Sanderson die Auflösung der Band bekannt.

## Stil
Headlights beschreiben ihre Musik als „Indiepop with a shoegazy aftertaste“ („Indiepop mit einem shoegazigen Nachgeschmack“). Auf Enemies stand das shoegazige Element noch im Mittelpunkt ihrer Musik und verband sich mit der Liebe zum songwriterischen Detail. Auf dem Album Kill Them with Kindness tritt der Indiepop-Aspekt hinzu. Hypermelodische Popmomente treffen auf post-rockige Shoegazewände und verbinden sich zu einem sehr eigenen Sound. Live überzeugen Headlights durch eine fast rockige Interpretation ihrer Songs.

## Besetzung
- Tristan Wright – Gitarre, Gesang
- Erin Fein – Keyboard, Gesang
- Brett Sanderson – Schlagzeug

## Diskografie

### Alben
- 2006: Kill Them with Kindness (Polyvinyl)
- 2008: Some Racing, Some Stopping (Polyvinyl)
- 2010: Wildlife (Polyvinyl)

### EPs
- 2005: Enemies (Polyvinyl / Mi Amante)
- 2007: Keep Your Friends And Loves Close. Keep The City You Call Home Closer (Polyvinyl)

### Singles
- 2006: Headlights / Most Serene Republic (Split mit Most Serene Republic) (Polyvinyl)